# Greta Van Susteren
Greta Conway Van Susteren (Appleton, 11 de junho de 1954) é uma comentarista, advogada e apresentadora de televisão estadunidense da Newsmax TV. Susteren esteve anteriormente na CNN, Fox News e MSNBC. Ela apresentou On the Record da Fox News com Greta Van Susteren por 14 anos (2002–2016), antes de partir para a MSNBC, onde apresentou For the Record with Greta por aproximadamente seis meses, em 2017. 
Em 14 de junho de 2022, ela começou a apresentar o The Record com Greta van Susteren no Newsmax. Ex-advogada de defesa criminal e civil, ela apareceu como analista jurídica na CNN, co-apresentando Burden of Proof com Roger Cossack, de 1994 a 2002, atuando como advogada de defesa do promotor de Cossack. Em 2016,  ela foi listada como a 94ª mulher mais poderosa do mundo  pela Forbes, e 99ª em 2015.

## Vida pregressa
Van Susteren nasceu em Appleton, Wisconsin. Seu pai, Urban Van Susteren, era descendente de holandeses. Sua mãe, nascida Margery Conway, era uma dona de casa de ascendência irlandesa.  O pai de Van Susteren era amigo de longa data do futuro senador americano Joseph McCarthy. McCarthy foi padrinho no casamento dos pais de Greta.  Urban Van Susteren, um juiz eleito, serviu como estrategista de campanha para McCarthy, embora Urban mais tarde tenha rompido com ele.
A irmã de Van Susteren, Lise, é uma psiquiatra forense em Bethesda, Maryland. Em 2006, Lise foi candidata à indicação democrata para o Senado dos Estados Unidos.  Seu irmão, Dirk Van Susteren, foi um jornalista e editor de longa data da revista Vermont Sunday, publicada em conjunto, até o fechamento em 2008, pelo Rutland Herald e pelo Barre Montpelier Times Argus.
Van Susteren se formou na Xavier High School em Appleton em 1972 e na Universidade de Wisconsin-Madison, em 1976, onde estudou geografia e economia. Mais tarde, ela obteve um JD do Centro de Direito da Universidade de Georgetown, em 1979 e, antes do início de seu trabalho na televisão, retornou ao Direito de Georgetown como membro adjunto do corpo docente, além de sua carreira jurídica em tempo integral. Ela foi premiada com um doutorado honorário em direito pela Stetson Law School. 

## Carreira
Durante a cobertura do julgamento do assassinato de OJ Simpson, ela apareceu regularmente na CNN como analista legal. Isso a levou a ser co-apresentadora dos programas Burden of Proof e The Point da CNN. 
Em 2002, Van Susteren mudou para o Fox News Channel, após uma guerra de licitações altamente divulgada. Ela apresentou o programa de atualidades On the Record w/ Greta Van Susteren.
Em 6 de setembro de 2016, ela renunciou à Fox News. Ela não foi capaz de se despedir no ar, pois a rede imediatamente preencheu o ponto de âncora do On the Record com Brit Hume. Van Susteren, que disse que a Fox "já não é mais minha casa há alguns anos", optou por aproveitar uma cláusula em seu contrato que lhe permitia renunciar à rede imediatamente: "A cláusula tinha uma limitação de tempo, então eu não podia esperar." 
No início de 2017, Van Susteren assinou contrato com a NBC News para ser âncora do 6 PM ET em seu canal de notícias a cabo 24 horas, MSNBC. O programa, intitulado For the Record with Greta, foi lançado em 9 de janeiro de 2017.  Em 29 de junho de 2017, de acordo com Van Susteren no Twitter, ela estava "fora da MSNBC", pois seu novo programa não foi bem nas classificações.
Van Susteren faz parte do Conselho de Administração do Instituto Nacional do Discurso Civil (NICD).  O instituto foi criado na Universidade do Arizona após o tiroteio que matou seis pessoas e feriu outras 13, incluindo a representante dos EUA Gabby Giffords . 
Em outubro de 2017, Van Susteren ingressou na Voice of America como colaboradora.
Em setembro de 2018, Van Susteren testemunhou perante o Congresso sobre os abusos dos direitos humanos e o genocídio contra o povo rohingya de Mianmar.
Em fevereiro de 2019, Van Susteren ingressou na Gray Television, um grande grupo de emissoras de televisão, como principal analista político nacional do escritório da Gray em Washington, fornecendo comentários e análises aos noticiários transmitidos nas mais de 140 estações da Gray. Ela também estava desenvolvendo dois shows sindicados nacionalmente para a empresa.  Em abril de 2019, Van Susteren e Gray anunciaram Full Court Press com Greta Van Susteren, um talk show de manhã de domingo, que começaria a ser exibido na maioria das estações Gray em setembro de 2019, junto com as estações Weigel Broadcasting em Chicago e Milwaukee. Com estações em Iowa e Carolina do Sul, o programa esperava conseguir entrevistas antecipadas com candidatos desses estados. O programa planejava lançar "Full Court Press-Overtime", um site e aplicativo associado com conteúdo adicional e feedback do usuário. 
Em maio de 2022, foi anunciado que Van Susteren havia se juntado à Newsmax TV e começaria a apresentar o The Record com Greta Van Susteren em 14 de junho de 2022. 

## Vida pessoal
Van Susteren casou-se com o advogado John P. Coale em 1988. Ela e seu marido são cientologistas, e em 1995 para People ela disse que é "uma forte defensora de sua ética".
De agosto de 2006 a janeiro de 2014, ela foi co-proprietária do Old Mill Inn, um restaurante em Mattituck, Nova York, no North Fork de Long Island.